# Saint-André-le-Désert
Saint-André-le-Désert település Franciaországban, Saône-et-Loire megyében. Lakosainak száma 245 fő (2022. január 1.). Saint-André-le-Désert Sailly, Chérizet, Pressy-sous-Dondin, Saint-Bonnet-de-Joux, Saint-Martin-de-Salencey, Saint-Vincent-des-Prés, Salornay-sur-Guye és La Vineuse sur Fregande községekkel határos.

## Népesség
A település népessége az elmúlt években az alábbi módon változott:
| Lakosok száma | 264  | 253  | 257  | 251  | 250  | 249  | 248  | 245  | 245  |
|               | 2013 | 2015 | 2016 | 2017 | 2018 | 2019 | 2020 | 2021 | 2022 |